# Lista siturilor arheologice din județul Argeș - Ș
Lista siturilor arheologice din județul Argeș - Ș' conține toate siturile arheologice din județul Argeș înscrise în Repertoriul Arheologic Național (RAN) și aflate în localități al căror nume începe cu litera Ș. RAN este administrat de Ministerul Culturii și Patrimoniului Național și cuprinde date științifice, cartografice, topografice, imagini și planuri, precum și orice alte informații privitoare la zonele cu potențial arheologic, studiate sau nu, încă existente sau dispărute.
Puteți căuta un sit din localitățile care încep cu litera Ș folosind formularul de mai jos sau puteți naviga prin toate siturile din județ la Lista siturilor arheologice din județul Argeș.
| Cod RAN                               | Denumire | Localitate                   | Adresă   | Datare    | Descoperit | Coordonate                                      | Imagine           | Erori            |
| ------------------------------------- | --- | ---------------------------- | -------- | --------- | ---------- | ----------------------------------------------- | ----------------- | ---------------- |
| 18518.01.01 (Cod LMI: AG-I-s-B-13380) | Așezarea Glina de la Șerbănești- La Fermă / ansamblu anonim (Categorie: locuire civilă) (Tip: Așezare)         | sat Șerbănești, comuna Rociu | La Fermă | Glina     |            |                                                 | Încărcați imagine | Raportați eroare |
| 13409.04 (Cod LMI: AG-IV-m-A-14005)   | Cruce de piatră a Logofătului Andreiaș de la Ștefănești (Categorie: structură de cult/religioasă) (Tip: cruce) | oraș Ștefănești              |          | 1717      |            |                                                 | Încărcați imagine | Raportați eroare |
| 13409.06 (Cod LMI: AG-IV-m-A-14007)   | Cruce de piatră a lui Matei Basarab de la Ștefănești (Categorie: structură de cult/religioasă) (Tip: cruce)    | oraș Ștefănești              |          | 1632-1654 |            | 44°51′38″N 24°56′38″E / 44.860585°N 24.943862°E | Încărcați imagine | Raportați eroare |
| 13409.07 (Cod LMI: AG-IV-m-A-14008)   | Cruce de piatră la Ștefănești (Categorie: structură de cult/religioasă) (Tip: cruce)                           | oraș Ștefănești              |          | sec. XVII |            |                                                 | Încărcați imagine | Raportați eroare |